# Offensive tackle

Os offensive tackles numa formação ofensiva.

No futebol americano dos Estados Unidos e no Canadá, os Offensive Tackles (OT, T) são componentes da linha ofensiva nas formações de ataque. Como outros offensive linemen, seu trabalho é bloquear, mantendo os adversários longe do seu quarterback até que ele faça o lançamento ou abrir espaço para o running back correr com a bola.
Um tackle é o jogador mais forte da linha ofensiva. Eles fazem seus bloqueios com rapidez nos pés e agilidade. Os tackles protegem mais os lados externos da linha. Se o tight end sair para receber o passe, o tackle deve cobrir a posição que o guard deveria fazer, que o tight end não estará fazendo. Normalmente um offensive tackle tem a função de marcar os defensive ends adversários. Na NFL, o OT em média mede 1,93 m e pesa 140 kg.
| Posições no Futebol americano e Futebol canadense | Posições no Futebol americano e Futebol canadense | Posições no Futebol americano e Futebol canadense | Posições no Futebol americano e Futebol canadense | Posições no Futebol americano e Futebol canadense | Posições no Futebol americano e Futebol canadense | Posições no Futebol americano e Futebol canadense | Posições no Futebol americano e Futebol canadense |
| Ataque                                            | Ataque                                            |                                                   | Defesa                                            | Defesa                                            |                                                   | Special teams                                     | Special teams                                     |
| ------------------------------------------------- | ------------------------------------------------- | ------------------------------------------------- | ------------------------------------------------- | ------------------------------------------------- | ------------------------------------------------- | ------------------------------------------------- | ------------------------------------------------- |
| Linha ofensiva                                    | Guard, Tackle, Center                             | Linha defensiva                                   | Tackle, End, Nose tackle                          | Chutadores                                        | Placekicker, Punter, Kickoff Specialist           |                                                   |                                                   |
| Quarterback                                       | Quarterback                                       | Linebackers                                       | Linebackers                                       | Snapping                                          | Long snapper, Holder                              |                                                   |                                                   |
| Backs                                             | Halfback (Tailback), Fullback, H-back             | Backs                                             | Cornerback, Safety                                | Retornadores                                      | Punt returner, Kick returner                      |                                                   |                                                   |
| Recebedores                                       | Wide receiver, Tight end, Slotback                | Backs                                             | Nickelback, Dimeback                              | Tackling                                          | Gunner                                            |                                                   |                                                   |
| Formações                                         |                                                   |                                                   |                                                   |                                                   |                                                   |                                                   |                                                   |